# 오지영 (배구 선수)
오지영(吳智永, 1988년 7월 11일~)은 대한민국의 배구 선수이다. 포지션은 리베로이며, 광주 페퍼저축은행 AI 페퍼스 소속이다. 원래 레프트였지만 리베로 포지션으로 전향했으며, 강한 서브를 구사하고 수비가 좋기 때문에 레프트로 뛸 당시 주로 원포인트 서버 및 수비 백업으로 기용됐었다. 2009∼2010 V리그 올스타전에서 95km/h를 기록, 역대 여자 선수 최고 성적으로‘서브 퀸’에 올랐다. 광저우 아시안 게임에도 출전했으나 2010-2011 시즌 이후 세터 이소라와 함께 도로공사에서 임의탈퇴 공시되었고, 잠시 1년 간의 공백기를 가진 후 복귀했다. 2013년 2월 27 흥국생명과의 원정 경기에서 5연속 서브 에이스를 기록했다. 2015-2016 시즌이 끝난 후 다시 임의탈퇴 공시되었고, 2016-2017 시즌이 끝난 후 복귀하였다. 복귀하자마자 김해란의 보상 선수로 온 유서연과 트레이드되어 대전 KGC인삼공사로 이적했다.
2021년 4월 19일 이소영의 보상 선수로 GS칼텍스로 이적했다.
GS칼텍스에서도 주전 리베로로 나섰으나, 2022-2023 시즌에는 부상으로 공백이 있었던 사이 한다혜에게 밀려 출전 기회를 많이 잡지 못했다. 결국 2022년 12월 26일 광주 페퍼저축은행 AI 페퍼스로 트레이드됐으며, 그 대가로 GS칼텍스는 페퍼저축은행으로부터 2024~2025 드래프트 1순위 지명권을 받았다.

## 경력
- 2006년 ~ 2009년 한국도로공사 여자배구단
- 2009년 ~ 2017년 한국도로공사 하이패스제니스 배구단
- 2017년 ~ 2021년 대전 KGC인삼공사 배구단
- 2021년 ~ 2022 GS칼텍스 서울 KIXX
- 2022년 ~ 현재 페퍼저축은행
- 2010년 제16회 광저우 아시안 게임 여자배구 국가대표

## 수상
- 2010년 제16회 광저우 아시안 게임 여자 배구 은메달
- 2010년 프로배구 올스타전 서브퀸

## 방송 경력

### 개인
- 2021년 9월 1일 유 퀴즈 온 더 블럭 - 게스트 (121회 방송분 출연)